# Alfréd Bartoš

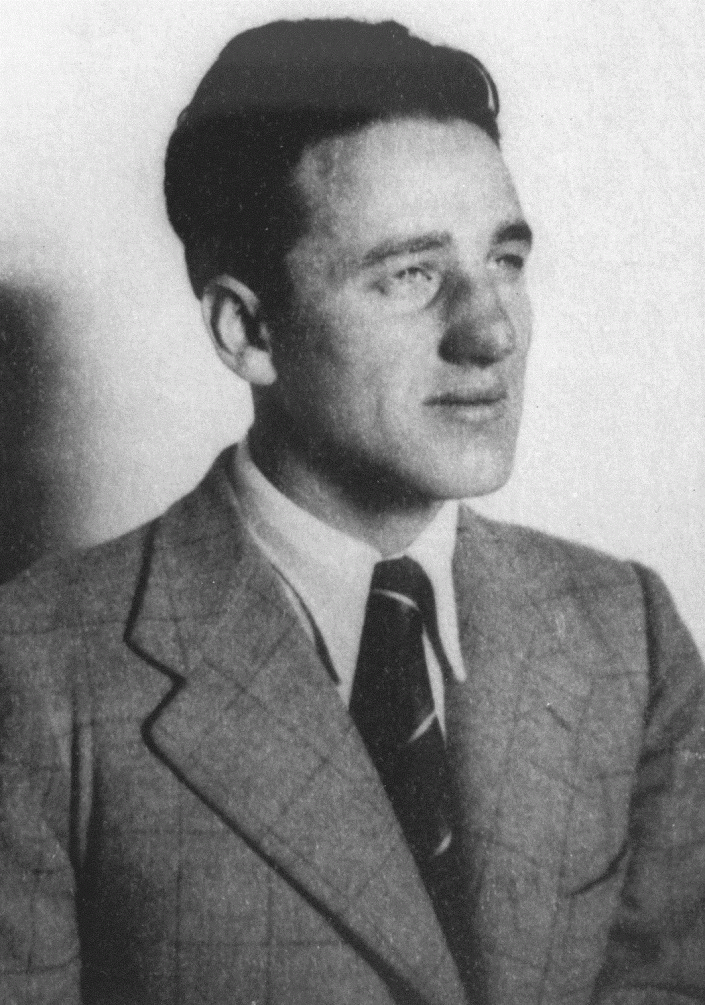
Alfréd Bartoš

Alfréd Bartoš (* 23. September 1916 in Wien; † 22. Juni 1942 in Pardubice) war eine Persönlichkeit des tschechoslowakischen Widerstandes 1939–1945 gegen den Nationalsozialismus. Bartoš war Soldat und Offizier in der Tschechoslowakei. Von 1941 bis 1942 war er Kommandeur der Operation Silver A, die u. a. mit der Operationsgruppe Anthropoid am Attentat auf den stellvertretenden Reichsprotektor in Böhmen und Mähren Reinhard Heydrich beteiligt war. Die Entdeckung der Aktivitäten des illegalen Senders Libuše führte zur Ermordung sämtlicher erwachsener Einwohner des Dorfes Ležáky.

## Leben
Alfréd Bartoš wurde in Wien als gemeinsames Kind des Schneiders Adolf Bartoš und Antonie Bartošová, geb. Kuželová, geboren. Nach dem Ersten Weltkrieg zog die Familie nach Sezemice nad Loučnou bei Pardubice, wo sein Vater als Bäcker zu arbeiten begann.
Er absolvierte eine weiterführende Schule in Sezemice und setzte ab 1930 sein Studium an einem Gymnasium in Pardubice fort, wo er einer der besten Schüler war. 1935 bestand er seine Schulabschlussprüfung mit Auszeichnung.
Am 1. Oktober 1935 trat Alfréd Bartoš in den Militärdienst des 8. Kavallerieregiments in Pardubice ein. Am 23. Dezember 1935 wurde er zum Gefreiten und am 25. Juli 1936 zum Unteroffizier befördert. Nach dem Abschluss an der Schule für Reserve-Kavallerie-Offiziere wurde er am 5. September 1936 zum Sergeant Aspirant befördert und begann dann, an der Militärakademie in Hranice na Moravě zu studieren. In der Schule war er erneut einer der Besten und beendete dieselbe am 29. August 1937 im Rang eines Leutnants der Kavallerie. Bis zur Besetzung am 15. März 1939 arbeitete Bartoš für das Dragoner-Regiment Nr. 8 in Pardubice.
1939 reiste er legal nach Frankreich, wo er zunächst beim tschechoslowakischen Konsulat in Paris half und ab dem 8. Juni der Légion étrangère beitrat. Bis zum Beginn des Zweiten Weltkriegs diente er in Tunesien, kehrte dann nach Frankreich zurück und trat am 16. November als Oberleutnant dem 2. tschechoslowakischen Regiment bei. Mit seiner Einheit nahm er an den Kämpfen an der Westfront teil. Nach der Niederlage Frankreichs ging er am 13. Juli 1940 an Bord des ägyptischen Segelschiffs Rod el Farag (1944 versenkt) und begab sich nach England, wo er Zugführer des 1. Zuges der 2. Kompanie des 2. Infanteriebataillons wurde.

## Widerstand

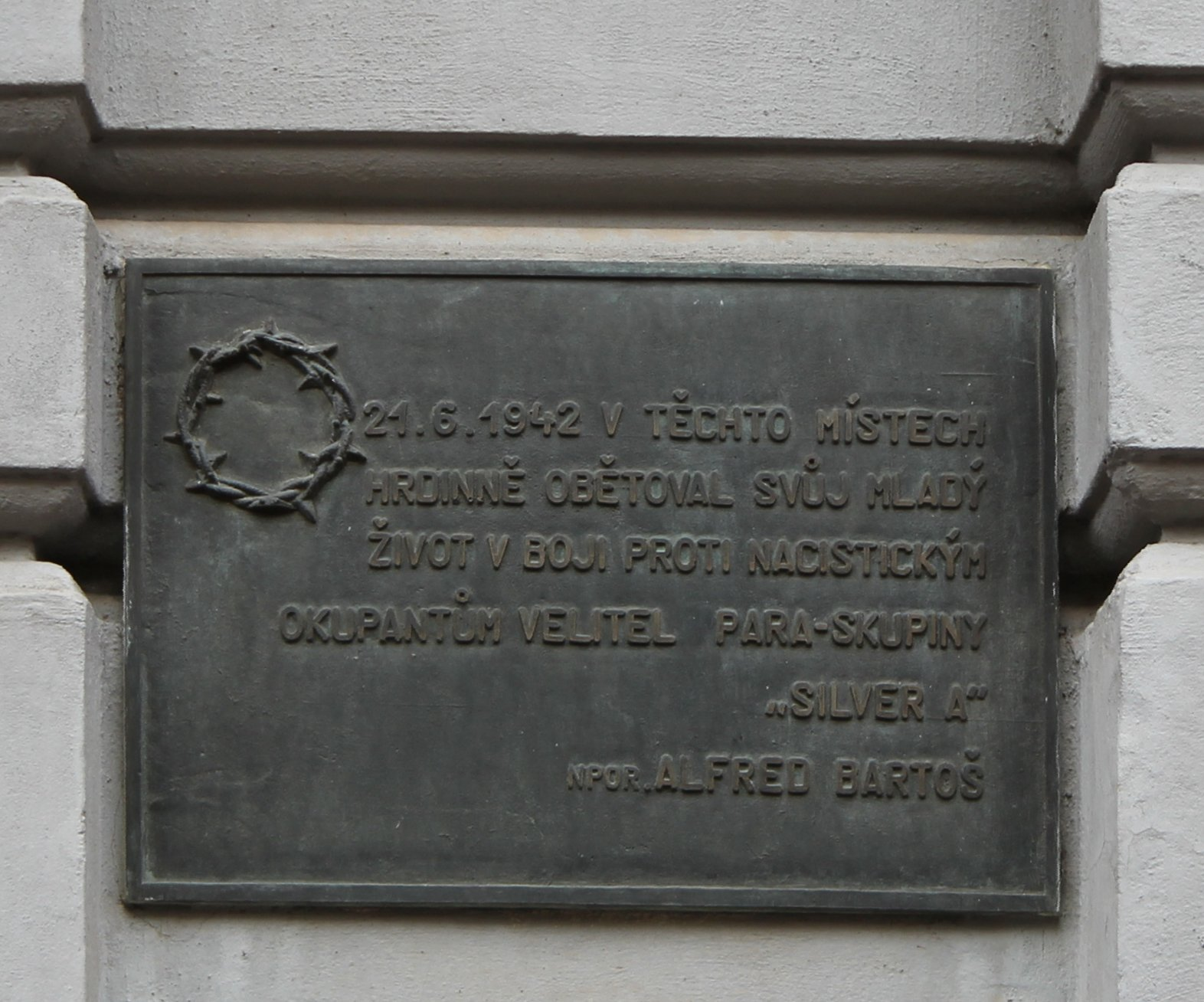
Denkmaltafel am Haus Nr. 405, Smilova ulice, Pardubice, wo Bartoš von der Gestapo gefangen genommen wurde

Im Frühjahr 1941 meldete er sich freiwillig zum Training, um spezielle Aufgaben hinter den feindlichen Linien auszuführen. Nach Abschluss seiner Ausbildung wurde er zum Kommandeur der Operation Silver A ernannt.
Die Hauptaufgabe der Operation Silver A bestand darin, den Kontakt zu England aufrechtzuerhalten und wichtige Nachrichten über die Ereignisse des Protektorats durch den Sender mit dem Codenamen Libuše zu übermitteln. Nach mehreren gescheiterten Versuchen vom 29. Oktober, 7. November und 30. November wurde das Landeteam in der Nacht vom 28. auf den 29. Dezember 1941 zusammen mit Teilnehmern der Gruppen Anthropoid und Silver B ausgeflogen. Bartoš wurde zusammen mit Rottmeister Josef Valčík und Funker Jiří Potůček in der Nähe von Senice bei Poděbrady abgesetzt (anstelle des ursprünglich geplanten Position bei Heřmanův Městec). Er war mit Protektoratsdokumenten unter dem Codenamen Emil Sedlák ausgestattet.
Eine der Hauptaktivitäten von Bartoš war die Berichterstattung an London über die Situation im Protektorat und die Lage der Widerstandsgruppen. Eine wichtige neue Information für die Exilregierung in London war seine Ankündigung, dass man sich nicht auf die Kontaktadressen verlassen könne, die die Fallschirmjäger vor der Landung erhalten hätten, weil es der Gestapo gelungen sei, das Widerstandsnetzwerk zu stören.
Seiner Gruppe gelang es, ein umfangreiches Netzwerk von Mitarbeitern mit bis zu 140 Mitgliedern aufzubauen und im März 1942 den Kontakt zu Stabskapitän Václav Morávek wiederherzustellen, der nach der Zerstörung der Radios Sparta I und Sparta II verloren gegangen war. Es gelang auch, mit Jan Vojtíšek, einem Buchbinder, in Lázně Bělohrad ein Zentrum für die Aufnahme von Fallschirmagenten einzurichten. Seine Widerstandsaktivitäten wurden u. a. vom Pardubice-Hotelier Arnošt Košťál unterstützt. Im Januar 1942 wurde Oberleutnant Bartoš ausnahmsweise in den Rang eines Kapitäns befördert.
Nach dem Verrat wurde Bartoš von der Gestapo verfolgt, er geriet am 21. Juni 1942 in eine Falle und verübte auf der Flucht Suizid. Seinen Verletzungen erlag er in der folgenden Nacht.